# 樹冠步道
樹冠步道（英語：Canopy Walkway）是指一系列穿梭森林中樹冠的高架台和懸索橋，原本是科學家用作研究古代森林的上方以進行樹冠研究，現時用作生態旅遊景點，例如馬來西亞的大漢山國家公園、加納的卡庫姆國家公園、澳洲的沃泊爾－諾那魯普國家公園設有這類設施。

## 外部連結
- Canopy Construction Associates World Map
- Cypress Valley Canopy Tours, in Austin, TX （页面存档备份，存于）

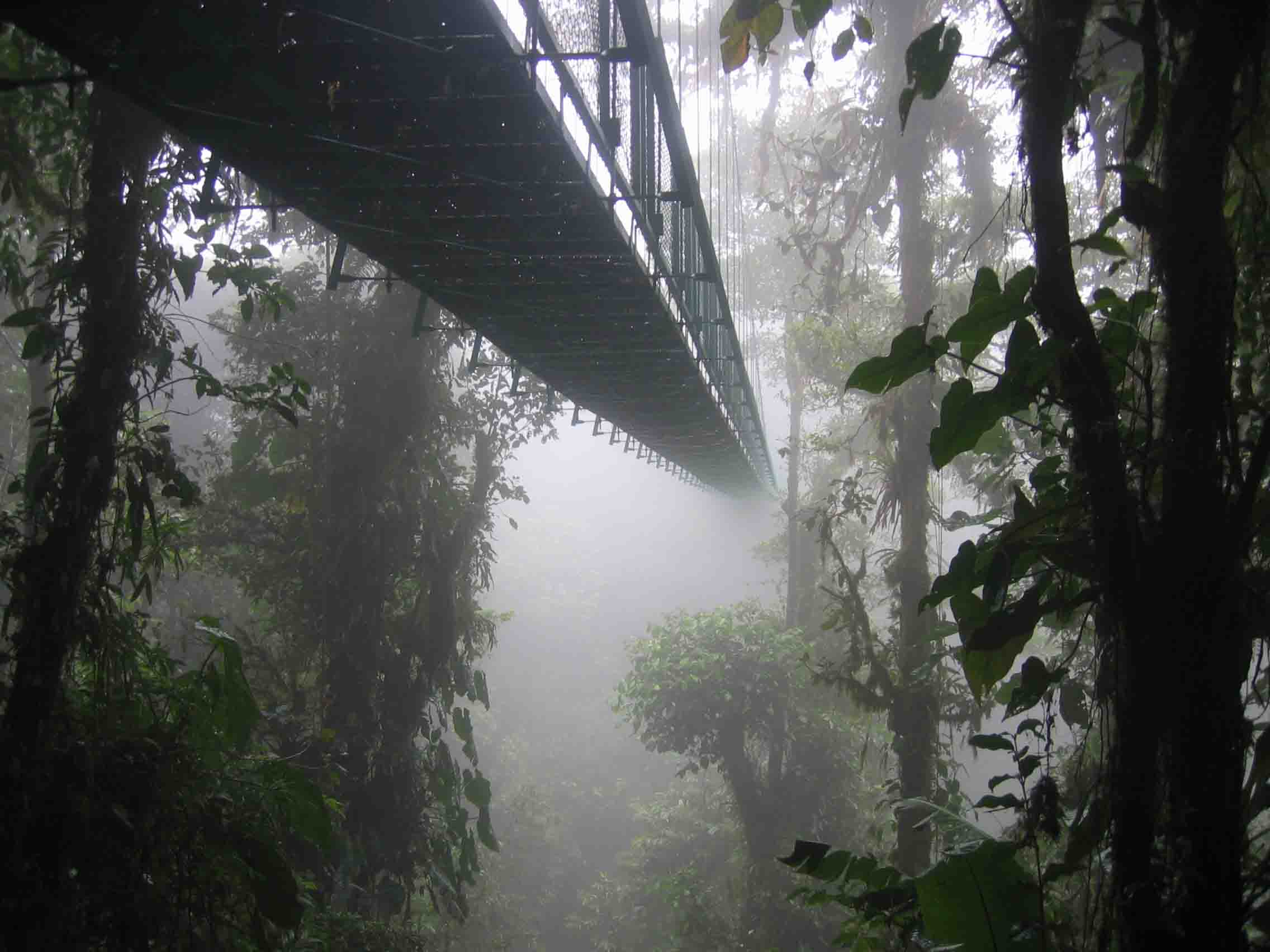
哥斯达黎加，蒙泰韦尔德区“空中漫步”的吊桥之一。

- Amazon Canopy Walkway, Iquitos Peru